# Кац, Сафра
Сафра Кац (англ. Safra Ada Catz, ивр. צפרא כץ‎; род. 1 декабря 1961, Холон) — американский менеджер, член совета директоров и с сентября 2014 года генеральный директор корпорации Oracle Corporation.
В 2009 году журнал Fortune поставил её на 12-е место в списке самых влиятельных женщин в бизнесе, в том же году журнал Forbes поместил её на 16-е место в списке самых влиятельных женщин.
В 2016 году в рейтинге Bloomberg Pay Index стала самым высокооплачиваемым топ-менеджером женского пола в США заработав за 2015 год около $56,9 млн.

## Биография
Родилась в 1961 году в Израиле в городе Холон. В возрасте шести лет переехала с семьёй в США в Бруклайн, штат Массачусетс, где окончила высшую школу Бруклайна.
Получила степень бакалавра в Уортонской школе бизнеса Пенсильванского университета в 1983 году и степень доктора юриспруденции в Школе права Пенсивальнского университета в 1986 году.
С 1986 года работала в инвестиционном банке Donaldson, Lufkin & Jenrette, где занимала различные должности, связанные с инвестиционной деятельностью, в 1997 году получила пост управляющего директора.
В 1999 году перешла в Oracle, где с октября 2001 года является членом совета директоров, а с января 2004 года — президент. Также занимала пост финансового директора Oracle в период с ноября 2005 года по сентябрь 2008 года. В мае 2008 года, продолжая работать в Oracle, стала административным директором компании HSBC.
С сентября 2014 года, после ухода Ларри Эллисона с поста генерального директора корпорации Oracle, Сафра Кац заняла пост генерального директора Oracle Corporation; до октября 2019 года была содиректором компании вместе с Марком Хёрдом. 
В 2014 году Кац заработала $71,2 млн — и по данным Bloomberg заняла вторую позицию, сразу за Анжелой Арендс, в рейтинге самых высокооплачиваемых женщин в США.

## Семья
Муж — Галь Тирош (англ. Gal Tirosh), воспитывают двоих детей.